# Nereis angelensis
Nereis angelensis är en ringmaskart som beskrevs av Fauchald 1972. Nereis angelensis ingår i släktet Nereis och familjen Nereididae. Inga underarter finns listade i Catalogue of Life.